# Dům U Kamenného sloupu
Dům U Kamenného sloupu (také dům U Luny) je dvoupatrový řadový dům v ulici Úvoz v Praze 1 na Hradčanech. Je známý svým domovním znamením – sloupkem s dřevěnou plastikou Immaculaty. Od roku 1964 je kulturní památkou. Od roku 1995 tu sídlí Galerie Josefa Sudka.

## Historie a popis
Původně renesanční dům z konce 16. století koupil v roce 1697 za 1300 zlatých malíř Kristián Luna (v kupní smlouvě je doložen i název U Kamenného sloupu) a nechal ho barokně přestavět. Na zhotovení nového domovního znamení v roce 1706 poukazuje známý chronogram na podstavci sloupku: LapIDea CoLVMna (Kamenný sloup). Sošku na sloupku vytvořil pravděpodobně sám Kristián Luna a předlohou mu byla postava Panny Marie od Jana Jiřího Bendla na Mariánském sloupu na Staroměstském náměstí. Přestavba byla dokončena nástavbou druhého patra v roce 1708.

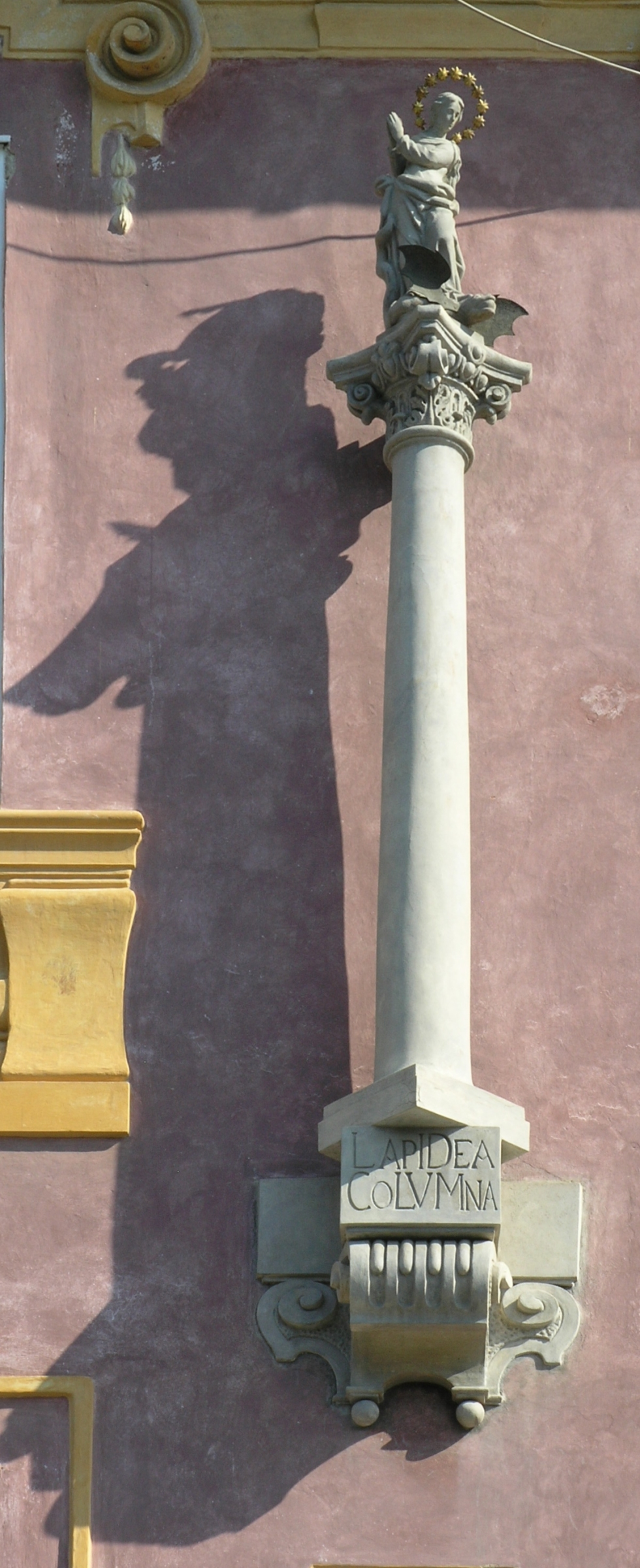
Sloup s Immaculatou

Dům je vystavěn stejně jako sousední domy pod prudkým svahem. Uliční fasáda mírně vystupující z uliční čáry je asymetrická, čtyřosá. V první ose vlevo jsou jednoduchá okna, v dalších osách sdružená. Ve střeše je štítový nástavec s balkonem, nalevo od něj atika s pilířky. V přízemí jsou na 1. a 3. ose zleva dva portálky. V úrovni 2. patra je mezi první a druhou osou zprava umístěno zmíněné domovní znamení. Výzdobu domu doplňují v úrovni 1. patra na jeho okosených nárožích dvě štukové busty – vlevo ženská s nápisem LUNA připomínajícím majitele domu, vpravo jako její doplnění mužská s nápisem SOL (Sol a Luna, v římské mytologii nazývaní aeterni, představují věčnost). Zhotovila je pravděpodobně před rokem 1708 dílna Jana Brokoffa.
Dům byl v držení rodiny a potomků Kristiána Luny až do roku 1846, potom se majitelé střídali.
Po roce 1906 se dům stal majetkem sester Kalašových, překladatelky Marie a malířky Zdeňky, které tu navštěvoval např. překladatel a divatelní kritik Otakar Theer nebo básník Jaroslav Vrchlický. Marie Kalašová dům odkázala České akademii věd a umění, která tu v roce 1943 zřídila muzeum Jaroslava Vrchlického. To bylo později začleněno a přestěhováno do Památníku národního písemnictví.
Od roku 1959 až do své smrti v roce 1976 tu žil a tvořil fotograf Josef Sudek a v roce 1995 byla v domě zřízena Galerie Josefa Sudka.

## Zajímavost
Při opravě průčelí v roce 1967 byla v sošce Immaculaty nalezena kovová schránka se dvěma rodinnými záznamy. Jeden lístek napsal sám Kristián Luna v roce 1728 (uvedl v něm i kupní cenu domu), druhý jeho vnuk Andreas Rössl se svým zetěm Josefem Františkem Diettrichem v roce 1824. Oba záznamy mj. dokládají stavební úpravy na domě v těchto letech, neboť bez lešení by sloupek se soškou nebyl přístupný.